# 國家首都區 (巴布亞紐幾內亞)
國家首都區（英語：National Capital District）是巴布亚新几内亚的一個省級區，位於新幾內亞島東南部，西南臨巴布亞灣。面積240平方公里。2011年人口364,125人。首府摩斯比港也是中央省首府和國家的首都。
下分三選區。